# Hynobius amjiensis
Hynobius amjiensis é uma espécie de anfíbio caudado pertencente à família Hynobiidae. Endêmico da China.